# Neolatin
Neolatinnak vagy modern latinnak hívjuk az irodalmi latin nyelv újjáéledését, amit az akadémiai és tudományos művekben használtak nagyjából 1500 óta. A modern tudományos és műszaki nevezéktan, mint pl. a zoológiai és botanikai rendszertan és a nemzetközi tudományos szókincs, széles körben merít a neolatin szókincsből, gyakran klasszikus vagy neoklasszikus összetett szavak formájában. A neolatin magában foglalja a széles körű neologizmusok alkotását. Általában jelentőségét tekintve megkülönböztetik a 20. század második felétől számított kortárs latintól.

## A fogalom
A tudomány a neolatin jelzőt használja arra, hogy leírják a latin nyelvnek azt az állapotát, amely a reneszánsz Olaszországban fejlődött ki a klasszikus civilizáció iránti, 14. és 15. századi érdeklődés eredményeképpen.
A neolatin leírja továbbá a latin nyelv bármilyen célú használatát, legyen az tudományos vagy irodalmi vonatkozású, függetlenül attól, hogy a reneszánsz alatt vagy után keletkezett-e. Az időszakot nem lehet pontosan beazonosítani; ennek ellenére, a világi oktatás terjedése, a humanista irodalmi normák elfogadása, és a latin szövegeknek a nyomtatás feltalálásával széles körben történő elterjedése a tudományos élet új korszakába történő átmenet határát jelezte a 15. században.  A korszak végét pontosan nem lehet meghatározni, de a latint a gondolatok közvetítésének általános eszközeként egyre kevésbé használták. A Német-római Birodalom megszűnésével és a Bécsi Kongresszus összehívásával a francia átvette a latin helyét a diplomácia nyelveként. 1900-ig a latin főleg a nemzetközi tudományos szókincsben és rendszertanban maradt releváns. A fogalom 1890-es években válik elterjedtté a nyelvészek és tudósok között.
A neolatin, használatának hajnalán legalábbis, egy nemzetközi nyelv volt a katolikus és protestáns Európában, és a főbb európai nagyhatalmak gyarmatain. Ez magába foglalta Európa java részét, beleértve Közép-Európát és Skandináviát. A Földközi-tenger volt a déli határa, keleti határai Finnország, a balti államok, Lengyelország, és a Habsburg-monarchia voltak.
Oroszország a 17. században bevezette a latin oktatását. Ennek ellenére nem érintette a latin az ortodox Kelet-Európát lényegesen amiatt, mert kulturálisan inkább az ószláv és a görög nyelvhez kötődtek. Ettől eltekintve, Mihail Vasziljevics Lomonoszov néhány művét latinul írta, Leonhard Euler a Szentpétervári Tudományos Akadémia tagjaként műveinek nagy részét latinul publikálta.
Bár a latin és a neolatin nyelv holtnak minősül, szókincsének jelentékeny része bekerült az angolba és számos germán nyelvbe. Az angol nyelv esetében egészen konkrétan a szókincs 60̥%-a visszavezethető a latinra, emiatt sok angol anyanyelvű beszélő a neolatin fogalmakat könnyedén felismeri, mert a rokon szavak igen gyakran előfordulnak.

## Történelem

### Kezdetek

Az ősnyomtatványok eloszlása nyelv szerint

A neolatin periódust a reneszánsz latin fémjelezte kezdetben, ami a latin nyelv oktatásának humanista reformját jelentette, támogatói között voltak olyan írók, mint Erasmus, Morus Tamás, Coletus. A középkori latin egy praktikus munkanyelve volt a Római Katolikus Egyháznak, amelyet Európa-szerte tanítottak a  klerikusoknak és fejlesztettek a középkori egyetemeken. Rugalmas, neologizmusokkal teli nyelv volt, és gyakran figyelmen kívül hagyta a kereszténység előtti írók nyelvének nyelvtani szabályait és stílusát. A humanista reformerek igyekeztek megtisztítani a latin nyelvtant és stílust, a latint ezáltal alkalmassá téve arra, hogy használható legyen az egyházon kívül is, létrehozva egy latin nyelvű világi irodalmat. Hellyel-közzel történtek kísérletek a latin reformjára az időszak folyamán.

### Tetőpont

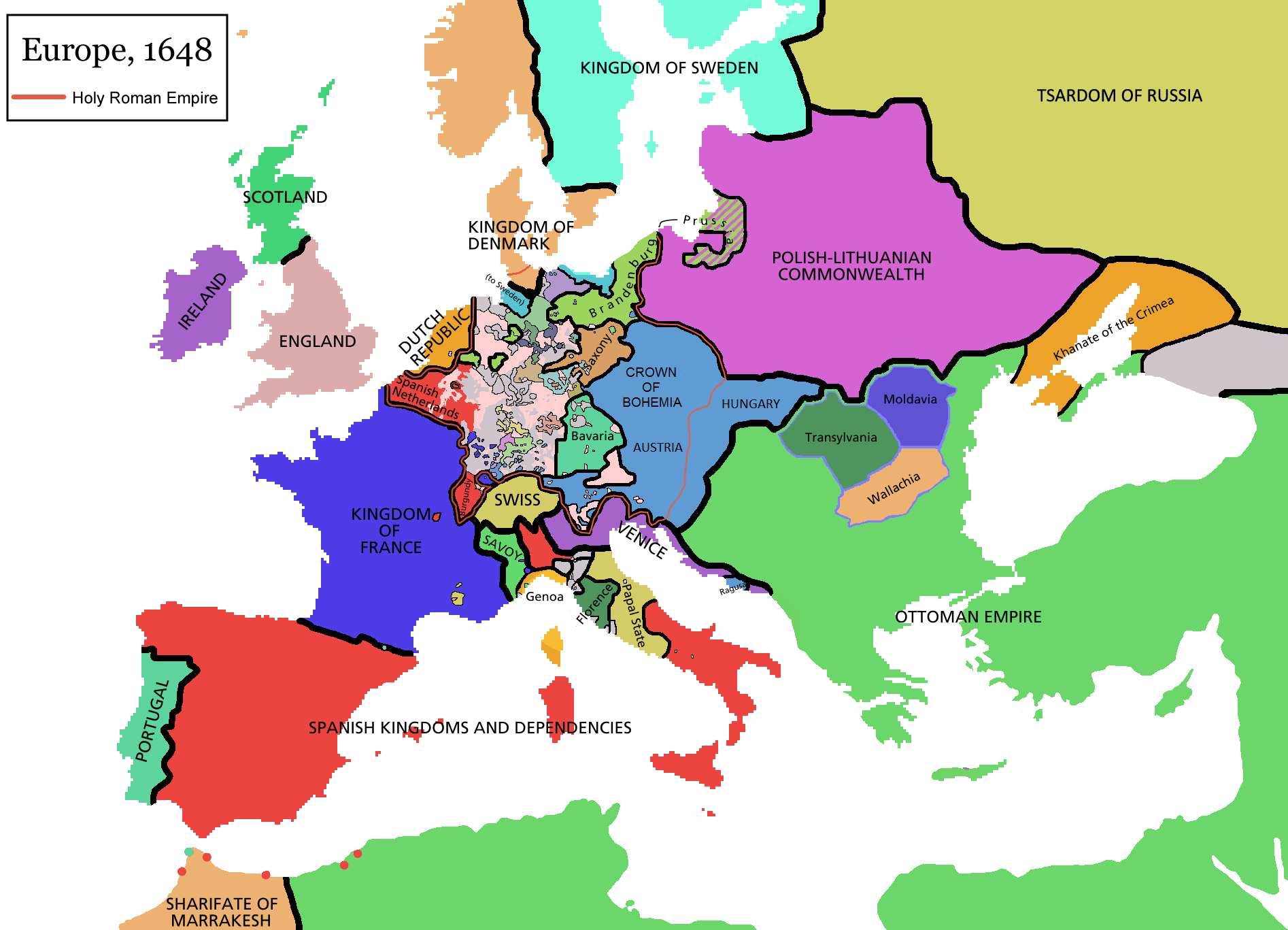
Európa 1648-ban

A reformáció alatt, bár a latint Észak-Európa egyházainak liturgiájából eltávolították, a latint nemzetközi nyelvként továbbra is használták. A reformáció alatti és utáni periódusban, ami egybeesik a nyomtatott irodalom fejlődésével, hatalmas növekedésnek indult a neolatin nyelvű, mindenféle világi és vallási vonatkozású irodalom.
A neolatin virágkora az első két századára tehető (1500-1700), amikor a középkori latin hagyományt folytatva, a tudomány és az oktatás közvetítőnyelveként szolgált, ill. bizonyos mértékben az európai diplomáciában is hasonló szerepe volt. Olyan klasszikus művek, mint Morus Tamás Utópiája és Newton Principiája ezen a nyelven íródott. A korban a latin egy egyetemesen oktatott, és valójában különösen kiemelkedő tantárgy volt az elemi oktatásban Európa nagy részén és más olyan helyeken, amely ezen a kultúrán osztozott. Minden egyetem megkövetelte a latin nyelv ismeretét, hogy ezáltal a hallgatók bebocsátást nyerjenek oda. A latin volt Lengyelország elismert és széles körben használt – nyelve a 9. és a 18. század között, emiatt a nemzetközi kapcsolatokban és a nemesség második nyelveként volt használatos.

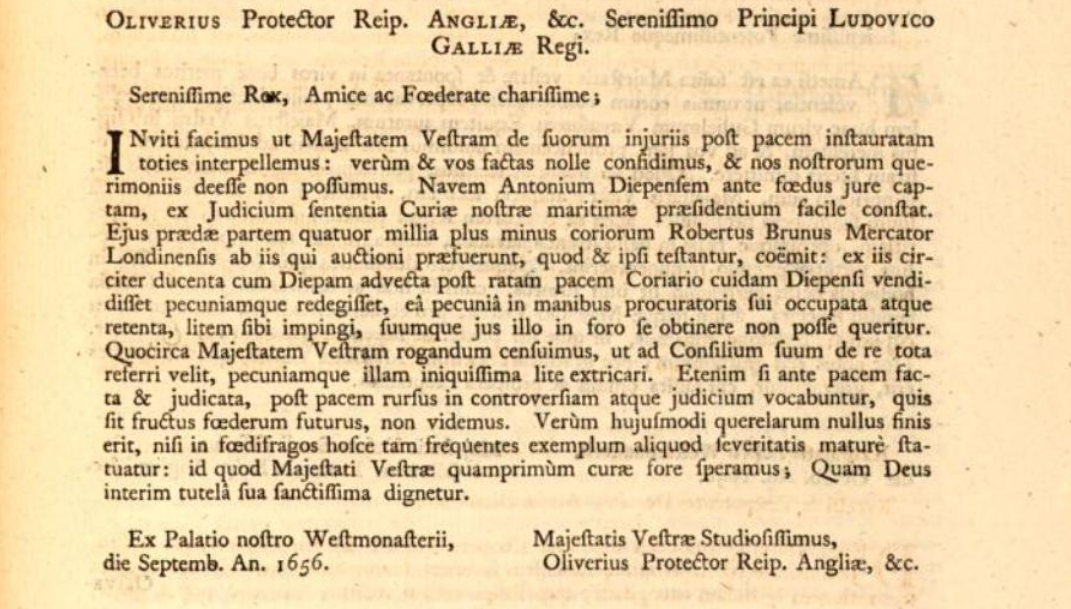
Oliver Cromwell, Anglia lordprotektorának levele a francia királynak

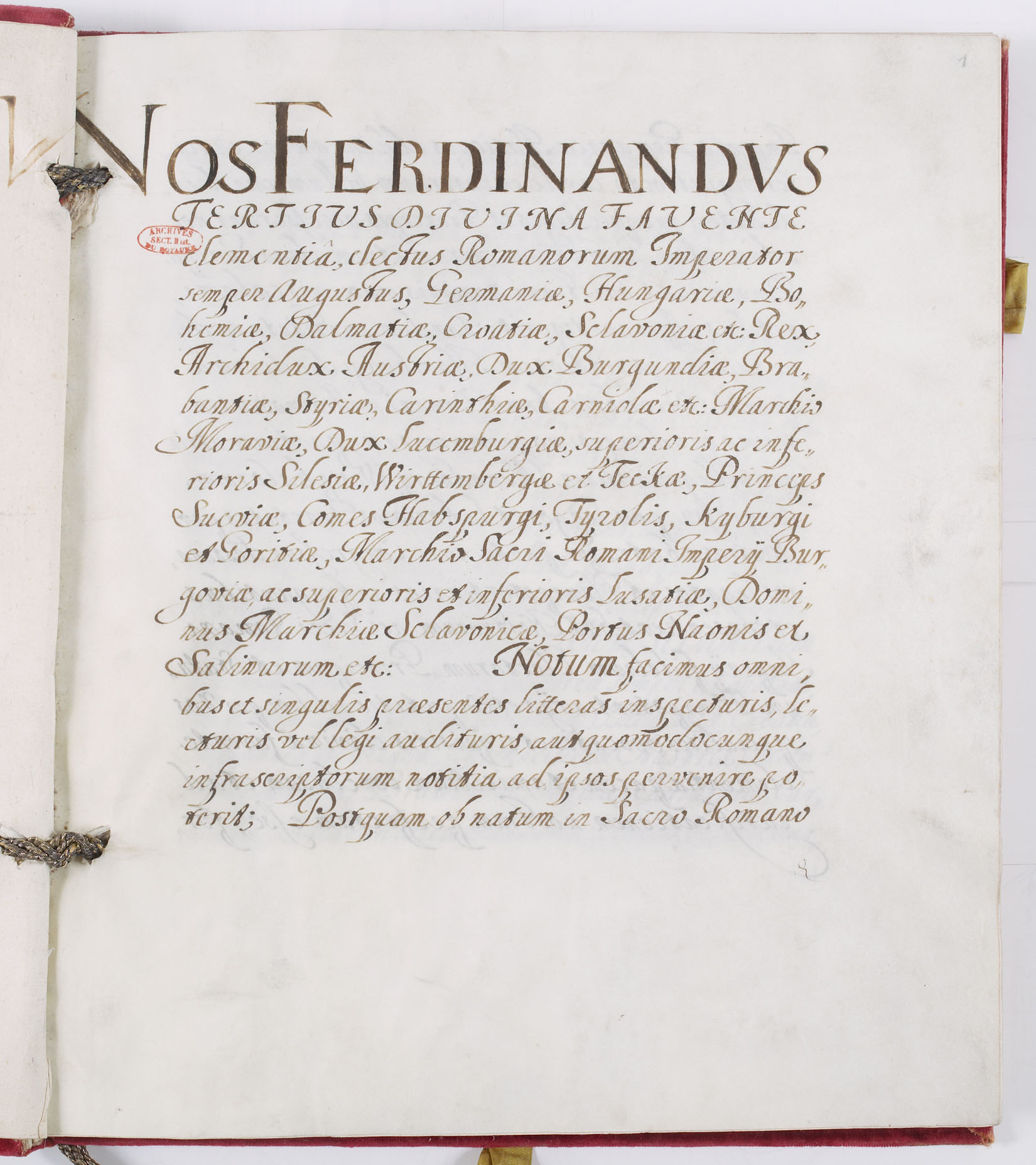
Münszteri szerződés (vesztfáliai béke)

A 17. század alatt a latin volt a diplomácia nemzetközi nyelve is, amelyet a nemzetek a tárgyalásokon és a szerződések megfogalmazásánál használtak, mint pl. a vesztfáliai békénél. A helyi nyelvek segédnyelveként, a neolatin felbukkan számos dokumentumban, legyen az egyházi, jogi, diplomáciai, egyetemi vagy tudományos vonatkozású.

### Hanyatlás

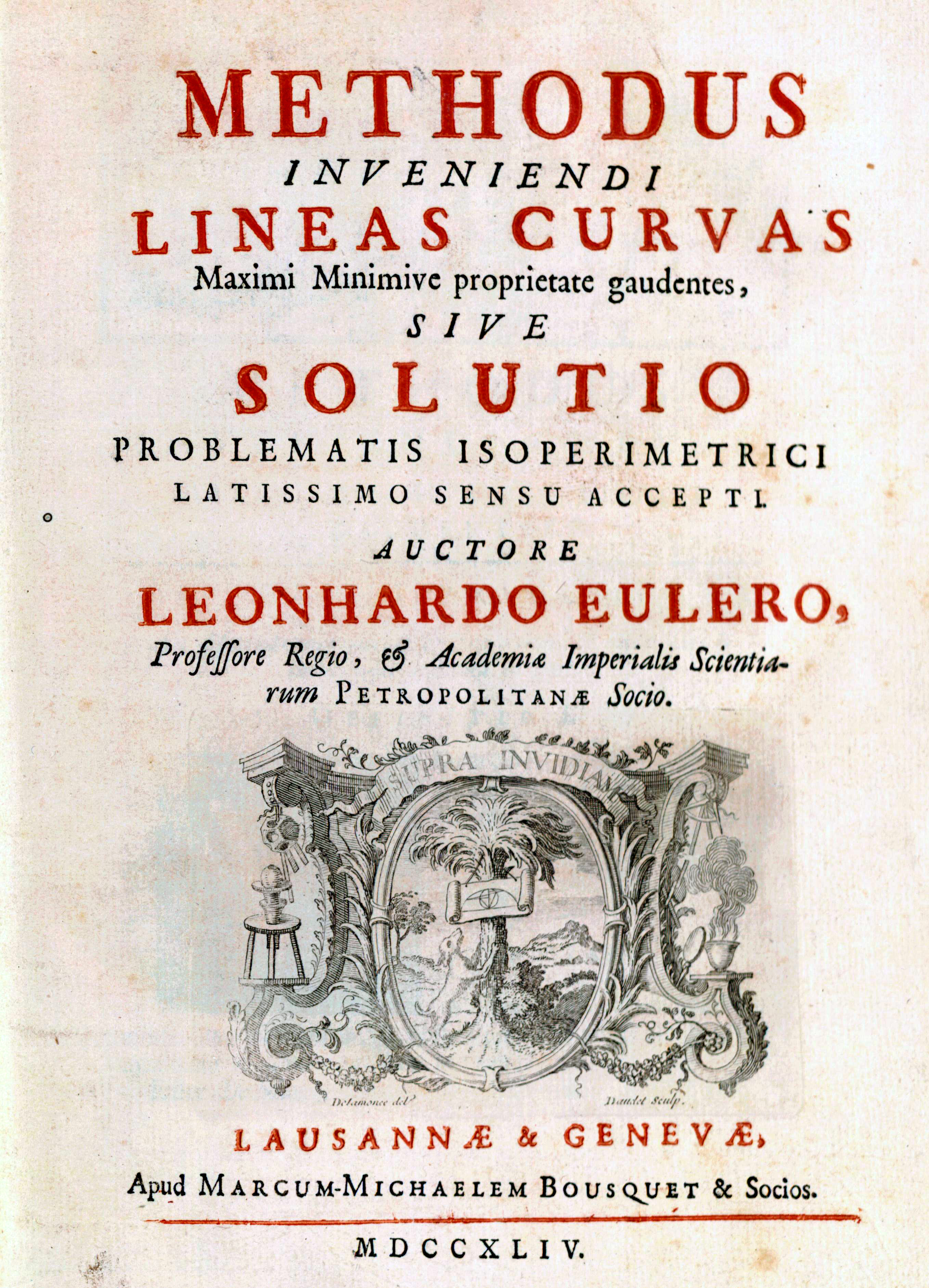
Leonhard Euler egy matematikai értekezése a 18. századból

1700 körül, a nemzeti nyelv használatát előmozdító mozgalom elérte a felsőoktatást, ami pl. abban nyilvánult meg, hogy Newton, aki kezdetben latinul írt, végül angolul folytatta további műveinek írását (Opticks, 1704). Egy korábbi példa Galileo Galilei, aki már korábban egyes írásait latinul, másokat olaszul írta. Ezzel szemben, Christian Wolff (1679-1754), míg népszerűsítette a német nyelvet, továbbra is a nemzetközi hallgatóság számára latinul írta műveit. Leonhard Euler fizikus, matematikus műveinek túlnyomó részét szintén latinul írta. Carl von Linnéhez kötődik a latin nyelvű rendszertan megalkotása.
A 18. században a francia átvette a latin helyét a diplomáciában XIV. Lajos erőteljes jelenléte miatt Európában. Az utolsó nemzetközi, latinul megfogalmazott szerződés az 1738-as bécsi békeszerződés volt. Az osztrák örökösödési háborúban túlnyomórészt franciául folyt a nemzetközi diplomácia.
A 19. századra a latin nyelven tudók száma jelentősen lecsökkent, és emiatt sokan nem látták értelmét egy nehéz segédnyelvnek. Érdekes ezt szembehelyezni a magyarországi helyzettel, ahol néhányan (pl. Berzeviczy Gergely) a Magyar Királyság többnyelvű volta miatt érveltek a latin további használata mellett.

### Továbbélés

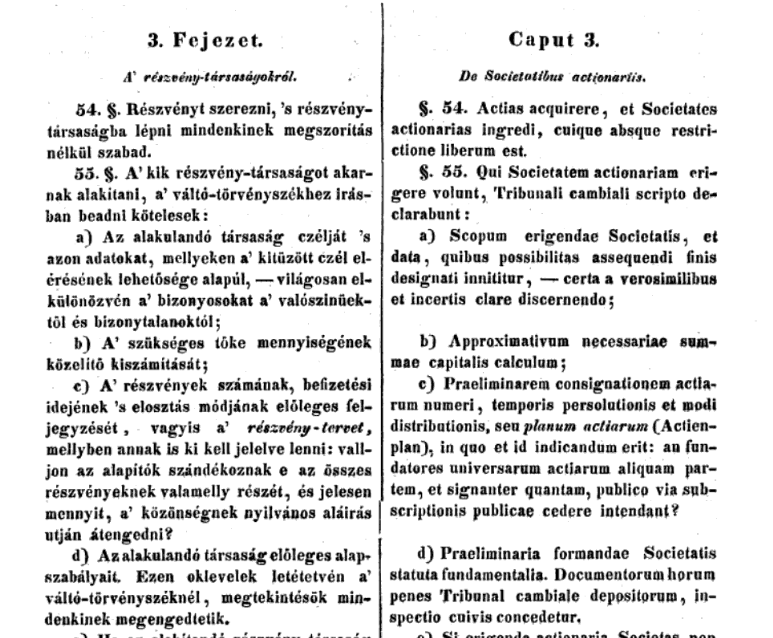
A Magyar Királyság rendi országgyűlésének egyik törvénycikke

A latin nyelv legtovább a Magyar Királyságban volt hivatalos nyelv, a latin ilyen jellegű státusza 1844-ben megszűnt. A magyarországi tudományos irodalom egy része még a 19. század első felében is latinul íródott. Az európai tudományban elvétve még ekkor is használták a nyelvet (pl. a finn nyelvész, Matthias Castrén). A doktori disszertációk nagy része továbbra is latinul íródott a 19. század első felében.

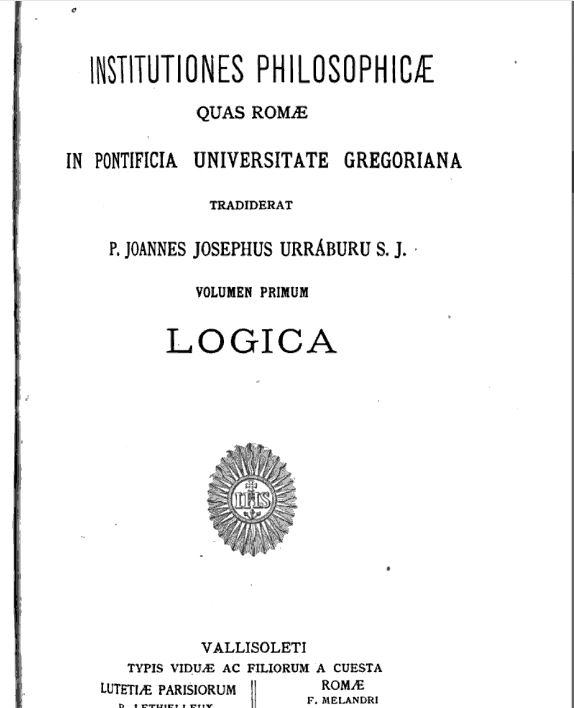
Juan José Urráburu, jezsuita filozófus által írt kézikönyv

A neolatin egyházi nyelv használata azonban a II. vatikáni zsinatig töretlen maradt. Egyes katolikus egyetemeken, a jezsuiták és egyéb szerzetesrendek egyes tagjai által írt filozófiai, teológiai vonatkozású művek egészen a 20. század első feléig latinul íródtak. Philipp Roelli (2021) elveszett kontinensnek nevezi a neoskolasztikus kézikönyvek latin nyelvű irodalmát.

### Mennyiség
Martin Korenjak (2019) és Jürgen Leonhardt (2009) kutatásai szerint az összes fennmaradt latin nyelvű műnek kb. a 95%-a az újkorban íródott. Csak a Német-római Birodalmon belül 1650 és 1750 között 50000 jogi disszertációt írtak. A 15.-18. századig a latin nyelvű színjátékok száma 5000-10000 körül van. 1600-1700 között több mű keletkezett latinul, mint bármelyik más nemzeti nyelven.

### Tudományos munkák

#### Tudományos folyóiratok
- 1682.-1782. Acta Eruditorum, Lipcse
- 18. század, Commentarii de rebus in scientia naturali et medicina gestis, Lipcse
- 18.-19. század, Commentationes Societatis Regiae Scientiarum Gottingensis, Göttingen
- n.i. - 19. század, Nova acta Regiae Societatis Scientiarum Upsaliensis
- n.i.-19.század, Annales Academiae Leodiensis
- n.i.-19.század, Novi commentarii Academiae Scientiarum Instituti Bononiensis

#### Matematika
- 1545. Ars Magna, Hieronymus Cardanus
- 1614. Mirifici logarithmorum canonis descriptio, John Napier
- 1617. Mirifici Logarithmorum canonis constructio, John Napier
- 1617. De arte logistica, John Napier
- 1617. Angulares Sectiones, François Viète
- 1619.  Alexandri Andersoni Exercitationum Mathematicarum Decas Prima, Alexander Anderson
- 1624. Arithmetica Logarithmica, Henry Briggs
- 1624. Trigonometria Britannica, Henry Briggs
- 1631.  Artis Analyticae Praxis, Thomas Harriot
- 1635. De mathematicis disciplinis libri duodecim, Hugh Sempill
- 1651. Principia matheseos universalis, Frans van Schooten
- 1660.  De universae matheseos natura, Gerardus Joannes Vossius
- 1663. Optica Promota, James Gregory
- 1667. Vera Circuli et Hyperbolae Quadratura, James Gregory
- 1661. Tyrocinia mathematica, George Sinclair
- 1663. Synopsis mathematica, Johann Jacob Hainlinn
- 1693. Tractatus mathematicus de figurarum curvilinearum quadraturis et locis geometricis, John Craig
- 1699. Opera mathematica, John Wallis
- 1718. Dissertatio Mathematica, De Praestantia Arithmeticae Binariae Praedecimali, Johann Bernhard Wiedeburg, Johann Christoph Rhiem
- 1727. Methodus inveniendi traiectorias reciprocas algebraicas, Leonhard Euler
- 1732. Elementa matheseos universae, Christian Wolff
- 1732. Nova methodus innumerabiles aequationes differentiales secundi gradus reducendi ad aequationes differentiales primi gradus, Leonhard Euler
- 1733. Constructio aequationum quarundam differentialium, quae indeterminatarum separationem non admittunt, Leonhard Euler
- 1736. Solutio problematis ad geometriam situs pertinentis, Leonhard Euler
- 1738.  De progressionibus transcendentibus seu quarum termini generales algebraice dari nequeunt, Leonhard Euler
- 1738. De curvis rectificabilibus algebraicis atque traiectoriis reciprocis algebraicis
- 1740. Solutio problematis arithmetici de inveniendo numero, qui per datos numeros divisus relinquat data residua. Leonhard Euler
- 1741. Methodus universalis serierum convergentium summas quam proxime inveniendi, Leonhard Euler
- 1745. Trigonometria sphaerica, Ruggero Giuseppe Boscovich
- 1748. Introductio in analysin infinitorum, Leonhard Euler.
- 1751. De nexu inter mathesin et physicam, Jacobus Gadolin
- 1768. Elementorum matheseos purae, Johann Friedrich Hennert
- 1788. Dissertatio mathematica sistens controversiam de logarithmis numerorum negativorum, Nicolaus Johannes Bergstein
- 1794. Thesaurus logarithmorum completus, Georg von Vega
- 1799. Demonstratio nova theorematis omnem functionem algebraicam rationalem integram unius variabilis in factores reales primi vel secundi gradus resolvi posse, Carl Friedrich Gauss
- 1801. Disquisitiones Arithmeticae, Carl Friedrich Gauss.
- 1807. Elementorum matheseos, Anton von Ambschel
- 1808. Theorematis arithmetici demonstratio nova, Carl Friedrich Gauss
- 1811. Summatio quarundam serierum singularium, Carl Friedrich Gauss
- 1815. Methodus nova integralium valores per approximationem inveniendi, Carl Friedrich Gauss
- 1816. Demonstratio nova altera theorematis omnem functionem algebraicam rationalem integram unius variabilis in factores reales primi vel secundi gradus resolvi posse, Carl Friedrich Gauss
- 1821.  De construendis camaris ellipsoïdicis ope projectionis graphicae, Adrianus Krzyżanowski
- 1824. Dissertatio academica de expressionibus radicum aequationis cubicae, Adam W. Ekelund
- 1824. De decompositione fractionum rationalium dissertatio mathematica, Christian G. Berlin, Julius Fredric Vult von Steyern
- 1826. Elementa arithmeticae, algebrae et geometriae, Jean Guillaume Garnier
- 1828. Theoria residuorum biquadraticorum, Commentatio prima, Carl Friedrich Gauss
- 1830. Fundamenta nova theoriae functionum ellipticarum, Carl Gustav Jacob Jacobi.
- 1831. Appendix, Bolyai János
- 1832. Tentamen, Bolyai Farkas
- 1835. Elementorum matheseos, Andrea Caraffa
- 1836. De evolutione expressionis ()-n in seriem infinitam secundum cosinus multiplorum utriusque anguli φ, φ′ procedentem., C.G:J. Jacobi
- 1845. Elementorum calculi differentialis et integralis, itemque calculi differentiarum finitarum, Andrea Caraffa
- 1852. Logarithmorum VI decimalium nova tabula berolinensis, Karl Bremiker
- 1862. Nova methodus, aequationes differentiales partiales primi ordinis inter numerum variabilium quemcunque propositas integrandi, C.G. J. Jacobi
- 1889. Arithmetices principia, nova methodo exposita, Giuseppe Peano

#### Fizika, csillagászat
- 1543. De Revolutionibus Orbium Cœlestium, Nicolaus Copernicus
- 1600. De Magnete, Magneticisque Corporibus et de Magno Magnete Tellure, William Gilbert.
- 1609. Astronomia nova, Johannes Kepler.
- 1610. Sidereus Nuncius, Galileo Galilei.
- 1611. Naturae tabulae Frisicae lunae-solares quadruplices, quibus accessere solis, Nicolaus Mulerius
- 1613. Opticorum libri sex, François de Aguilon
- 1616. Institutionum astronomicarum libri duo, Nicolaus Mulerius
- 1620. Novum Organum, Francis Bacon.
- 1656. De Saturni Luna Observatio Nova – Christiaan Huygens
- 1659. Systema Saturnium Christiaan Huygens.
- 1683. Dissertatio de gravitate aetheris, Jakob Bernoulli
- 1687. Philosophiæ Naturalis Principia Mathematica, Isaac Newton.
- 1698. Cosmotheoros, sive De Terris Coelestibus, earumque ornatu coniecturae, Christian Huygens
- 1701. Ephemerides juxta recentissimas observationes ad meridianum Parisiensem in observatorio regio ad annum 1701, Philippe de La-Hire
- 1708. Disputatio physica de atomis, Almási János
- 1724. Experimenta et Observationes de Congelatione aquae in vacuo factae, Daniel Gabriel Fahrenheit
- 1727. Dissertatio physica de sono, Leonhard Euler
- 1729.  Tentamen explicationis phaenomenorum aeris, Leonhard Euler
- 1735. Solutio problematis astronomici ex datis tribus stellae fixae altitudinibus et temporum differentiis invenire elevationem poli et declinationem stellae., Leonhard Euler
- 1737. Mechanica sive motus scientia analytice exposita, Leonhard Euler.
- 1737. De Mercurii novissimo infra solem transitu dissertatio, Gaspare Servanzi & Nicola Gambara & Gaspare Melzi
- 1738.  De Indorum anno solari astronomico, Leonhard Euler
- 1738.  De communicatione motus in collisione corporum, Leonhard Euler
- 1739. De novo telescopii usu ad objecta coelestia determinanda, Ruggiero Giuseppe Boscovich
- 1740.  Orbitae solaris determinatio, Leonhard Euler
- 1740. De motu planetarum et orbitarum determinatione,  Leonhard Euler
- 1747. De Iride et Aurora boreali carmina, Carolus Noceti
- 1748. De Aethere, Georgius Gottlieb Haubold
- 1749. De determinanda orbita planetæ ope catoptricæ ex datis vi, celeritate, & directione motus in dato puncto, Ruggiero Giuseppe Boscovich
- 1751. De centro gravitatis dissertatio, Ruggiero Giuseppe Boscovich
- 1753. Problema physicum de tubo nyctoptico, Mihail Vasziljevics Lomonoszov
- 1753. Oratio de meteoris vi electrica ortis, Mihail Vasziljevics Lomonoszov
- 1755. De lentibus et telescopiis dioptricis dissertatio, Ruggiero Giuseppe Boscovich
- 1755. De existentia et motu aetheris seu de theoria electricitatis ignis et luci dissertatio, Paulus Frisius
- 1756. De inaequalitatibus quas Saturnus et Jupiter sibi mutuo videntur inducere praesertim circa tempus conjunctionis, Ruggiero Giuseppe Boscovich
- 1756.  Diss. inaug. phys. math. de gravitate universali, Georg Gottfried Glume
- 1757. Oratio de generatione metallorum a terrae motu, Mihail Vasziljevics Lomonoszov
- 1759. De cometis, et arcenda exinde electricitate ad explicandum systema mundanum a nonnullis advocata, Johann Kies
- 1760. De solis ac lunae defectibus, Ruggiero Giuseppe Boscovich
- 1766. Dissertatio physica de lumine, Ruggiero Giuseppe Boscovich
- 1766. Dissertatio de lunae atmosphera, Ruggiero Giuseppe Boscovich
- 1768. Observationes astronomicae ab anno 1717 ad annum 1752, Augustin Hallerstein
- 1769. Dioptrica, Leonhard Euler
- 1773. De aethere phaenomenisque ex eo profluentibus, Tommaso Comparini, Giuseppe Fiorini
- 1774. Commentarii de rebus in scientia naturali et medicina gestis, Lipcse
- 1781. Dissertatio physica de iride et halone, Martinovics Ignác.
- 1781. Dissertatio physicae, Makó Pál
- 1785. Dissertatio de altitudine atmosphaerae, Martinovics Ignác
- 1785. Opera pertinentia ad opticam et astronomiam maxima, Ruggiero Giuseppe Boscovich
- 1791. De viribus electricitatis in motu musculari, Aloysius Galvani.
- 1808. Compendiaria physicae institutio, Johann Philipp Neumann
- 1810. Dissertatio academica, de figura telluris ope pendulorum determinanda, Gustavus Gabriel Hällström, Abrahamus Reilin, Gabriel Gabrielis Fortelius , Jacobus Österblad , Simon Wilhelm Appelgrén
- 1809.  Theoria motus corporum coelestium in sectionibus conicis solem ambientium, Carl Friedrich Gauss
- 1820. Experimenta circa effectum conflictus electrici in acum magneticam, Hans Christian Ørsted
- 1826. Dissertatio physico-mathematica de propagatione soni, Andrea Caraffa
- 1829. Disquisitiones circa theoriam perturbationum quae motum corporum coelestium afficiunt, P.A. Hansen
- 1839. Tentamen publicum e Physica ... ex Institutine primi semestris Aniani Jedlik, Jedlik Ányos
- 1845. Tentamen publicum e Physica quod in regia univers. Hung. e praelectionibus, Jedlik Ányos
- 1863. Disquisitiones de systematibus curvarum isothermarum, Wilhelm Wernicke

#### Biológia, botanika
- 1529. P. Dioscoridae pharmacorum simplicium reiq[ue] medicae libri VIII, Ioannes Ruellius (ford.)
- 1530. Herbarum vivae eiconeb [sic] ad naturȩ imitationem,summa cum diligentia et artificio effigiatȩ, Otho Brunfel
- 1546. Hippocratis coi medicorum omnium longe principis, opera quae ad nos extant omnia, Ianus Cornarius
- 1549. Plantarum effigies, Leonhart Fuchs
- 1551–58 és 1587. Historia animalium, Conrad Gessner.
- 1552. De frugum historia, Rembert Dodoens
- 1565. Commentarius de balneis, & aquis medicatis in tres dialogos distinctus, Johann Günther von Andernach
- 1567. Aromatum, et simplicium aliquot medicamentorum apud Indos nascentium historia, Nicolaus Clusius
- 1571. De venenis libri duo, Jacque Grevin
- 1576. De curandis vulneribus, Joseph du Chesne
- 1582. Aromatum & medicamentorum in Orientali India nascentium liber, Cristóbal Acosta
- 1583. Rariorum stirpium per Pannoniam, Austriam et vicinas quasdam provincias observatorum historia, Nicolaus Clusius
- 1597. Assertio de murrhinis, Nicolas Guibert
- 1601. Fungorum in Pannonia observatorum historia, Nicolaus Clusius
- 1605. Exoticorum libri decem, Nicolaus Clusius
- 1622. Catalogus plantarum circa Basileam, Caspar Bauhin
- 1629. De plantis exoticis libri duo, Prosper Albini
- 1640. Hortus Eystettensis, Basilius Besler
- 1648. Historia naturalis Brasiliae, Willem Piso
- 1658. De Indiae utriusque re naturali et medica libri quatuordecim, Willem Piso
- 1674. Opera quae extant omnia, Pietro Andrea Matthioli
- 1697-1701. Horti medici amstelodamensis rariorum tam Orientalis :quàm Occidentalis Indiæ, Johannes Commelin
- 1703. Hortus Malabaricus, Hendrik van Rheede.
- 1712-1722 Academiae Caesaro-Leopoldinae Naturae Curiosorum Ephemerides, sive, Observationum medico-physicarum, Christophorus Riegelius
- 1713. Hesperidum Norimbergensium, sive, De malorum citreorum, limonum, aurantiorumque :cultura et usu libri IIII, Johann Christoph Volkamer
- 1734. Locupletissimi rerum naturalium thesauri accurata descriptio, Albert Seba
- 1735. Systema Naturae, Carl Linnaeus.
- 1737. Thesaurus zeylanicus: exhibens plantas in insula Zeylana nascentes, Johannes Burmann
- 1739. Stirpium rariorum in Imperio rutheno sponte provenientium icones et descriptiones, Johann Amman
- 1741. Herbarium amboinense, Georg Eberhard Rumpf
- 1743. Genera plantarum, Carl von Linné
- 1750. Herbarium Blackwellianum, Elizabeth Blackwel
- 1753. Species Plantarum, Carl von Linné.
- 1770. Hortus botanicus vindobonensis, Nikolaus Josephus Freiherr von Jacquin
- 1776. Characteres generum plantarum, quas in itinere ad insulas maris Australis, Johann Reinhold Foster
- 1777. Piscium, serpentum, insectorum, aliorumque nonnullorum animalum nec non plantarum quarundam imagines, Mark Catesby
- 1779. Observationes botanicae, Anders Jåhan Retzius
- 1781. Oxalis,quam dissertatione botanica, Carl Peter Thunberg
- 1788. Sertum Anglicum, seu, Plantae rariores quae in hortis juxta Londinum, Charles Louis L'Heritier de Butelle
- 1794. Eclogae americanae, seu, Descriptiones plantarum praesertim Americae meridionalis, nondum cognitarum, Martin Vahl
- 1805. Synopsis plantarum,seu Enchiridium botanicum, complectens enumerationem systematicam specierum hucusque cognitarum, C.H. Persoon
- 1810. Prodromus Florae Novae Hollandiae et Insulae Van Diemen, Robert Brown.
- 1815. De organis motoriis Boae Caninae, Friedrich Ludwig Huebner
- 1840. Flora Brasiliensis, Carl Friedrich Philipp von Martius.
- 1864. Philosophia zoologica, Jan van der Hoeven.
- 1869. Observationes de structura cellularum fibrarumque nervearum, Max Schultze

#### Orvoslás, anatómia
- 1543. De humani corporis fabrica libri septem, Andreas Vesulius
- 1554. De contagione et contagiosis morbis et eorum curatione, Girolamo Fracastoro
- 1578. De morbis contagiosis libri septem, Julien Le Paulmier
- 1559. De re anatomica libri XV, Matthias Realdus Columbus
- 1628. Exercitatio Anatomica de Motu Cordis et Sanguinis in Animalibus, William Harvey.
- 1646. Physiologia, sive Cognitio sanitatis, Henricus Regius
- 1650. Anthropologia corporis humani contentorum, Albert Kyper
- 1651. Corporis humani disquisitio anatomica, Nathaniel Highmore
- 1653. Medicina physiologica, J. A. van der Linden
- 1664. Cerebri anatome: cui accessit nervorum descriptio et usus, Thomas Willis
- 1677. Pharmaceutice rationalis sive diatriba de medicamentorum operationibus in humano corpore, Thomas Willis
- 1707. Opuscula anatomica, Bartolomeo Eustachi
- 1726. Observationes medicae circa morborum acutorum historiam et curationem, Thomas Sydenham
- 1732. Disp. med. inaug. de epilepsia, Johannes Porcinus
- 1733. Diss. med. inaug. de circulatione sanguinis, Johannes Fridericus Borbstaedt
- 1733. De musculis diaphragmatis dissertatio anatomica, Albrecht von Haller
- 1745. Dissertatio anatomico-physiologica de fabrica et actione villorum, Johann Nathanael Lieberkühn
- 1746. Dissertatio Physico-Medica, Qua Electricitatis Et Phosphorescentiae Phaenomena Ad Rationes Physicas Revocantvr, Simulque Ejus Usus In Medicina Indicatur,Johann Christoph Ulrich Oppermann
- 1757. Almagestum medicum cónscriptum, Johann Friedrich Schreiber
- 1758. Specimen physico-medicum inaugurale, de saporibus et gustu, Pieter Luchtmans
- 1767. Dissertatio physico-medica de aeris natura et influxu in generationem morborum,  Jean-François Peroncely
- 1772. Dissertatio chirurgica inauguralis, de suffusionibus oculorum methodo Wenzelii et Contii extrahendis,  Jacobus van der Steege
- 1772. Tentamen physico-medicum de morte, Etienne Thibault
- 1775. Dissertatio physiologica de perspiratione insensibili, Carl von Linné
- 1777. Dissertatio medica anatomico-pathologica inauguralis sistens expositionem hepatis ejusque morbos, J. Houtman
- 1779. Dissertatio medica inauguralis de febre puerperali, Edward Johnstone
- 1779. De morbis contagiosis, John Ford
- 1784. Dissertatio inauguralis de humorum in morbis contagiosis assimilatione, James Curry
- 1793. Dissertatio inauguralis chirurgico-medica de pulmonum abscessu ope chirurgica aperiendo, Joseph Jacob Gumprecht
- 1797. Dissertatio inauguralis pathologica de vomitu, JDW Goetz
- 1797. Dissertatio Inauguralis Sistens Morborum Gastricorum Acutorum Pathologiam, Karl Kaspar von Siebold
- 1801. De febre puerperalum lactifera, ejusque causis, Gelinus Jacobus Verburg
- 1805. Dissertatio therapeutico-medica inauguralis, sistens aetiologiam generalem morborum aetatum,  Georgius Chantepie de la Saussaye
- 1806. Specimen practicum de remediis efficacissimis in morbis contagiosis ac pestilentialibus, Christoph Mayr
- 1807. De insidiosa quarundam febrium intermittentium tum remittentium natura et de illarum curatione variis experimentis illustrata, Jacques Richard
- 1810. Relatio officiosa generalis de nosocomiis pro nobili insurgente militia hungarica anno 1809 erectis et administratis, Eckstein Ferenc
- 1810. De origine paris quinti nervorum cerebri, Wilhelm H. Niemeyer
- 1812. De fumigationibus acidis in morbis contagiosis, Franz S. Kosak
- 1815. De humorum acrimonia, Hermannus Arnoldus Wilhelmus Speckman
- 1816. Physiologia medicinalis, Lenhossék Mihály Ignác
- 1818. Dissertatio medica sistens disquisitionem aetiologicam in morbum articularem, Joachim W. Mens
- 1818. Commentatio physiologica de functione lienis, Joachim W. Mens
- 1818. De erysipelate eiusque differentiis praecipuis, Carl F. Fritsch
- 1818.  Sententia de suppurationis natura, Karl Richard Hoffmann
- 1819. Somni adumbratio physiologica et pathologica, Wilhelm A. Gottel
- 1819. De aneurysmate aortae, Johann H. Ehrhardt, Johann Christian Rosenmüller
- 1820. Vomitus adumbratio pathologica, Wilhelm Johannes Palm
- 1820. De necessitate morborum aliquorum ad valetudinem relativam servandam, Johann E. Cohen
- 1820. De nystagmo, Carl Benjamin Lorenz
- 1820. De sarcomate uteri, August Ludwig Horlacher
- 1821. De mangani natura et medicamentis, Arminius Seyl
- 1824. Dissertatio anatomico-pathologica de prolapsu vesicae, Fredericus Johannes Onnen
- 1824. Dissertatio pathologica inauguralis de morbis aurium auditusque, Johannes van der Hoeven
- 1824. De asthmate millari, David Ruer
- 1825. De eclampsiae diagnosi atque prognosi, Gottlieb von Meyeren
- 1826. De morborum acutorum et chronicorum differentia, Johann Michael Leupoldt
- 1827. Dissertatio inauguralis medico-chirurgica de capitis vulneribus a corporibus contundentibus, Joannes Jacobus Vervoort
- 1827. De cardialgia: dissertatio inauguralis medica, Eduard Häting
- 1829. De cerebri tumoribus, David Meyer
- 1829. De oesophagostenosi, Friedrich M. Borggreve
- 1829.  De morbo scrophuloso nonnulla, Augustus-Ferd Unger
- 1830. Dissertatio anatomico-physiologica inauguralis, de cyclopia, Joannes Guilielmus Wedekind
- 1830. De encephali pseudomorphosibus, Philipp Finck
- 1831. De Partu et Abortu, Adolph Friedrich Bernhard Otto Waldow
- 1832. De morgagni observatione, Paulus Rigoli
- 1832. Dissertatio inauguralis anatomico-pathologica sistens hydroencephaloceles casum singularem, Carolus Fridericus Franciscus Buettner
- 1832. Dissertatio anatomico-pathologica inauguralis, exhibens osteogenesin sanam atque morbosam, Petrus Bloemerus Middendorp
- 1832. Nervi facialis physiologia et pathologia, Barthold Gaedechens
- 1833. De nervorum opticorum origine et decussatione, Aloysius Ciniselli
- 1833. Dissertatio anatomico-pathologica inauguralis, de talipedibus varis, Henricus Wolfgang Stork
- 1834. Dissertatio anatomico-pathologica inauguralis de pulmonibus, Adrianus van der Boon
- 1834. Dissertatio anatomico-pathologica inauguralis, de sarcogenesi et morbis musculorum organicis, Bokke Bokma de Boer
- 1834. De axe cephalo-spinali dissertatio inauguralis, Giuseppe Meneghini
- 1835. Dissertatio anatomico-pathologica inauguralis, de telae fibrosae regeneratione et morbis organicis, Abrahamus Frijda
- 1835. Dissertatio anatomico-pathologica inauguralis de osteogenesi naturali et praeternaturali, Laurentius Johannes Baptista van Heyst
- 1835. De carie dentium, Franz Xaver Berger
- 1835. De retinae structura penitiori dissertatio inauguralis anatomica, Bernh. Conr. Rud Langenbeck
- 1835. De neuromate, Gottfried Hasler
- 1836. De pigmento indico eiusque effectibus in organismo, Theodorus Drecks
- 1836. Diss. inaug. med. de capitis dolore, sive cephalodynia, Leopold Mendler
- 1836. De torsione arteriarum: dissertatio inauguralis chirurgica, Michael von Dieterichs
- 1837. De diabete, Carl J. Hülsmann, Karl J. Hülsmann
- 1837. De cavitatibus organismi humani, Evert Julius Bonsdorff
- 1837. Specimen medicum inaugurale de eclampsia, Elias Samuel Stein
- 1838. Dissertatio anatomico-pathologica inauguralis, de telae fibrosae regeneratione et morbis organicis, Johan Peter Theodoor van der Lith
- 1838. Dissertatio [anatomico-pathologica] de vitiis nervorum organicis, Johan Pieter Theodoor van der Lith
- 1838. Dissertatio pathologico-chirurgica inauguralis de pseudarthrosi, Jacobus van Rossum
- 1838. Contagium: dissertatio inauguralis medico-pathologica, Kielberger György
- 1839.  De functionibus nervorum cerebralium et nervi sympathici libri quattuor, G. Valentin
- 1839. De tuberculosi pulmonum, Olaf Glás
- 1839.  Dissertatio pathologico-medica de ventriculi neurosibus, Jacobus Petrus Roux
- 1840. De keratitide: dissertatio inauguralis chirurgica, Otto Arminius Robertus Taubner
- 1841. Dissertatio medica inauguralis exhibens pathologiam medullae spinalis, Adolphus Noest van der Voort
- 1842. Hysteria et leucorrhea, Gustav de Kottivitz
- 1842. Dissertatio anatomico-pathologica inauguralis, de dementia, Janus Jacobus Homoet
- 1842. Dissertatio pathologico-medica inauguralis de phlebitide et resorptione purulenta, Didericus Gijsbertus van Epen
- 1843.  Dissertatio medica inauguralis de cephalalgia, Petrus Josephus Adrianus Hubertus Vermeulen
- 1843. Physiologia generalis corporis humani, Augustus Arnold Sebastian
- 1844. Observationes quatuor morborum systematis nervei rarissimorum, Adolf L. Harnier
- 1843. De varice aneurysmatico et aneurysmate varicoso, Ernst Theodor Rudolph Utting
- 1844. Dissertatio chirurgica inauguralis, de iactura substantiae in ulceratione, Michaelis Remco Wybelingh
- 1844. Dissertatio anatomico-pathologica inauguralis, de nephritidis et lithogenesis quibusdam momentis, renum subtiliori fabrica illustratis,  Joannes Ruijssenaers
- 1845. Dissertatio anatomico-pathologica inauguralis, de hyperaemia, AT Winkler
- 1846. De menstruationis perturbationibus, Heinrich Alexander Pagenstecher
- 1847. Dissertatio anatomico-pathologica de corde hypertropico cum insufficientia valvulae bicuspidalis, Christian Heinrich Riehm
- 1848. Dissertatio chirurgica inauguralis de punctione cranii in macrocephalo hydropico, Franciscus Hessel
- 1848. De aetherisatione, Gustav Nikolaus Friedrich Wurmb
- 1848. Dissertatio anatomico-pathologica sistens historiam hydropis ovarii cum epicrisi, Jacobus Roosenburg
- 1849. De potuum spirituosorum effectibus nocivis in corpus humanum, Antonius David Fuhri
- 1850. De ossium fracturis, Felix Heinrich Voitus
- 1858. De hepate sano et morboso, Winand Biervert
- 1866. De haemoglobino observationes et experimenta, Guillelmus Peyer

#### Kémia
- 1718. Dissertatio Chemica, De Germinatione Metallica Artificiali, Johann Thomas Hensing, Johann Georg Beck
- 1743. De acidis dulcificatis, Johann Juncker, Immanuel A. Schaeffenberg
- 1763. De acidis, Mathaeus Cajetanus Leithner
- 1766. Dissertatio chemica de affinitate corporum, Philippus Ambrosius Marherr
- 1774. Dissertatio chemica inauguralis, de aqua sulphurea Harrowgatensi, Joshua Walker
- 1775. Dissertatio chemica de niccolo, Tobern Olof Bergmann
- 1789. Synthesis oxygenii experimentis confirmata, Fridericus Ludovicus Schurer Argentoratensis
- 1790. Dissertatio chemica inauguralis, de aquis mineralibus, William Meade
- 1793.  Dissertatio chymica inauguralis de calorico et de evolutione ejus in animalibus, Charles Alexander
- 1798. Meletemate inauguralia physiologici, chemici et therapeutici argumenti, Hendrik Jan Assink
- 1800. Nova analysis aquarum Medeviensium, Jöns Jakob Berzelius
- 1802. De electricitatis galvanicæ apparatu cel. Volta excitæ in corpora organica effectu, Jöns Jakob Berzelius
- 1805. Dissertatio chemica de sulphate barytæ, Carolus Plantin Cavander
- 1814. Tentamen nomenclaturæ chemicæ, Hans Christian Ørsted
- 1816.  Tractatus physico-medicus de atmosphaera et aere atmosphaerico: nec non de variis gazis, vaporibus, effluviisque in eis contentis, respectu eorum in corpus humanum effectuum, Hermann Joseph Jäger
- 1821. De plumbo ejusque vi noxia in corpus humanum, Carl Christoph Lebrecht Trüstedt
- 1823. De iodino: dissertatio chemica inauguralis, Georg Richard Funk
- 1824. Institutiones Physicae: Pars II. Complectens Physicam Particularem., Tomtsányi Ádám
- 1825. Systema fossilium analysibus chemicis examinatorum, Ioannes Gadolin
- 1829. De efficacia bromi interna experimentis illustrata, Ludolph E. Butzke
- 1834. De mutua materiarum relatione chymica, Maximilianus Schreiner
- 1834. De mutua materiarum relatione chymica, Maximilianus Schreiner
- 1838. De veneficio ex acido sulphurico, Guillelmus Kuhn
- 1836. De euphorbiae canariensis succo ejusque analysi dissertatio, Demetrio Calzoni
- 1838. Dissertatio chemica de stannatibus, Adolph Moberg
- 1839. De thermoelectricitate crystallorum, Willhelm Gottlieb Hankel
- 1843. Dissertatio chemica inauguralis de balaena, Pieter Jan van Kerckhoff
- 1844. De inhalationum aetheris sulphurici usu in arte obstetricia, Franz Orlowski
- 1846. De oxygeno, Clemens Rinaldi
- 1848. De acidis polythionicis, Friedrich Kessler
- 1854. Conferuntur quaedam ad Berylliam cognoscendam, Julius Weeren
- 1856. De plantarum partibus anorganicis, Eduard Reichardt
- 1857. De corporum quæ Halogenia appellantur actione in aquam, Werner Schmid
- 1859. De acidis organico-sulphuricis, Wilthelm Boldt
- 1861. De atomis quas philosophia et de rerum natura disciplinae statuunt: Dissertatio inauguralis philosophica., Wilhelm Bauer
- 1861. De gasorum perniciosorum origine eorumque in metallicis effectibus, J. Hermannus G. Leonhard
- 1863. De tolvidino sustantiisque ab eo derivatio. Dissertatio chemica, Eugen Sell
- 1863. De kalio atque ea ratione quam idem cum carbone oxydato et gase oxygenii habeat, GBH Kühnemann
- 1866. De nonnullis recentioribus typi ammoniaci coniunctionibus, Carolus Engler
- 1867. De vi quam natrium in materias organicas, Carolus Casimirus Pannes
- 1967. Nova Methodus Adhibendi Approximationem Molecularium Orbitalium ad Plures Iuxtapositas Unitates, Michele Suard & Gaston Berther,[11]

#### Technika
- 1673. Horologium Oscillatorium, Christiaan Huygens.
- 1717. Dissertatio mechanica de horologiis automatis, Petrus Elvius, Johann J. Lenander
- 1731. Disputatio mechanica de horologiis musico-automatis, Anders Celsius, Magnus D. Aspelind
- 1728. Meditationes super problemate nautico, quod illustrissima regia Parisiensis Academia Scientiarum proposuit, Leonhard Euler
- 1733. De cycloide et motu gravium cycloidali exercitatio mechanica, Orazio Borgondio
- 1735. Disputatio mechanica de pede horario, Samuel Klingenstierna
- 1736. Mechanica, Leonhard Euler
- 1738. Hydrodynamica, sive de viribus et motibus fluidorum commentarii, Daniel Bernoulli.
- 1797. Compendium hydrotechnicum, Rausch Ferenc
- 1838. Dissertatio de industria technica ope technicarum scholarum in patria nostra promovenda, J.L. Hüber

#### Földrajz
- 1719. Dissertatio geographica de Smolandia, Lars Arrhenius
- ̈1716. Dissertatio Geographica De Fertilitate Regionum Europaearum, Petrus Elvius
- 1767. Compendium Hungariae Geographicum, Benczur József, Bél Mátyás
- 1782. De limitibus atmosphaerae terrestris, Carolus Henricus Bruno
- 1839. De Thessalonica, Gottlieb Lukas Friedrich Tafel

#### Nyelvészet
- 1568. De recta et emendata linguae anglicae scriptione dialogus, Thomas Smith
- 1682. Grammatica linguae ungaricae, Pereszlényi Pál
- 1688. Grammatica linguae Anglicanae, John Wallis
- 1703. Cursus Grammaticalis Linguarum Orientalium. Scilicet Arabicae, Persicae et Turcicae, Giovanni Battista Podestà, Johannes Baptista Podesta
- 1707.  Dissertatio de præstantia linguæ veteris Gothicæ, F Törner
- 1740. Dissertatio philologica de convenientia admirabili dialecti Arabicae cum Hebraea in universo linguae ambitu, Albert Schultens
- 1747. Dissertatio inauguralis de praeiudicio loquentis ex inconsulta linguae lubricitate, Johann Michael Dahm
- 1764. Grammatica linguæ Bohemicæ, Johann Wentzl Pohl
- 1770. Demonstratio, idioma Ungarorum et Lapponum idem esse, Sajnovics János
- 1787. De dialectis linguae Syriacae dissertatio philologico-historica, Johann G. Hasse, Johann W. Broscheit
- 1795.  Dissertatio academica, de pretio linguæ Svecanæ in eruditione propaganda, Carolus Gustavus a Bierken
- 1798. De antiquitate et affinitate linguæ zendicæ, samscrdamicæ, et germanicæ, Paulinus (a S. Bartholomaeo)
- 1799. Affinitas linguae hungaricae cum linguis Fennicae originis, Gyarmathi Sámuel
- 1806. Elaboratior grammatica Hungarica, Révai Miklós
- 1808. De discrimine Hebraismi et Chaldaismi dissertatio philologica,, Andreas Bruhn
- 1812.  De conformitate conjugationis Arabicæ atque Hebrææ dissertatio, JG Bexell
- 1815.  De signis relationum nominalium in lingua fennica , Gustavus Renwall
- 1818. De reciproca conjugationum forma in lingua Fennica dissertatio, Ol Kolmodin
- 1822.  De lingua Phoenicio-Punica ejusdemque et linguae Hebraeae mutua fere aequalitate, EML Marghen
- 1826. De indole Linguae Sinicae dissertatio, Wilhelm Schott
- 1827. Dissertatio inauguralis litteraria de linguae Belgicae etymologia, Petrus-Hermanus Jansse
- 1830.  De origine linguæ Græcæ non Semitica dissertatio, Henricus G. Lindren
- 1834.  De haesitantia linguae, Gustav Hermann Neumann
- 1836. Initia linguæ syriacæ: dissertatio academica, Hampus Kristoffer Tullberg
- 1837. Grammatica linguae Sinensis
- 1838. Radices Pracriticae: Dissertatio inauguralis, Nikolaus Delius
- 1839. Dissertatio academica de affinitate declinationum in lingua Fennica, Esthonica et Lapponica, Matthias Castrén
- 1842. De linguae Aramaeae dialectis, Carolus Johannes Tornberg
- 1844. Elementa grammatices Syrjaenae, Matthias Castrén
- 1845. Elementa grammatices Tscheremissae, Matthias Castrén
- 1847. De ariana linguae gentisque armeniacae indole, Richard Gosche
- 1850. De affixis personalibus linguarum altaicarum dissertatio, Matthias Alexander Castrén
- 1850. Grammatica linguae Thai, Jean Baptiste Pallegoix
- 1853. Dissertatio academica originem indolemque genuinam formarum linguae Fennicae verbalium enucleare periclitatura, Henrik Constantin Corander
- 1854. De linguae Arabicae verborum plurilitterorum derivatione, Friedrich Wilhelm Schwarzlose
- 1856. Linguae Mandschuricae Institutiones, Franz Philipp Kaulen
- 1865.  De linguae latinae deminutivis, Gustav Müller
- 1872. Institutio ad studium linguae Turcicae, Marco R.P. Vergeiner
- 1873. De lingua Tschuwaschorum, dissertatio, Guill Schott, Gulielmus Schott
- 1890. De aramaismis libri Ezechielis, Friedrich Selle

#### Közgazdaságtan
- 1792. Statistica Europae, Adalbert Adam Barić
- 1811. Dissertatio oeconomico-politica de laboris divisione, Jan Ackersdijck
- 1831. Introductio in oeconomiam politicam alias nationalem, Henfner János
- 1829. De ratione qua mercatura divitiis gignendis et augendis inserviat, Elbert Waller
- 1838. De valoris natura, JJ Gorlof

#### Pszichológia
- 1734. Psychologia rationalis, Christian Wolff
- 1736. Psychologia empirica, Christian Wolff
- 1750.  Dissertatio psychologica, de memoria sensuali et intellectuali, Nicolaus Walerius
- 1827. Psychologia empirica, Verner József
- 1948. Compendium psychologiae experimentalis, Joseph Fröbes

### Diplomácia
- 1605. Tractatus pacis inter Rudolphum II. et Turcarum imperatorem Achmetem, Német-római Birodalom-Oszmán Birodalom
- 1646. Acta Gallo-Suecica Monasterio-Osnabrugi Siue Propositiones tractatus pacis generalis Concernentes, tam a Legatis Coronae Francicae Monasterij, quam Regni Suecici Osnabrugi ipsa SS. Trinitatis Dominica 1645. factae., Franciaország-Svédország
- 1648. Tractatus Pacis Inter Catholicam Suam Maiestatem, Et Dominos Ordines Generales Provinciarum Unitarum Inferioris Germaniae, Spanyolország-Hollandia
- 1651. Tractatus Pacis, inter Hispanium et Unitum Belgium, Monasterii; ut et Germanicae Osnabrugis Initae. Cum aliis en ed pertinentibus - Spanyolország, Hollandia, Münszter
- 1655. Tractatus pacis inter regnum Galliae, et Rempublicam Angliae, Scotiae, et Hiberniae, Franciaország - Anglia
- 1659. Tractatus Pacis, Inter Duas Potentissimas Hispaniae Et Franciae Coronas, Spanyolország-Franciaország
- 1667. Tractatus pacis, et amicitiae tum continuatae, tum renouatae inter Coronas Hispaniae, & Magnae Britanniae, Spanyolország - Anglia
- 1667. Tractatus pacis inter serenissimos ac potentissimos principes ac dominos. Fridericum III. regem Daniæ & Norvegiæ &c. et Carolum II. regem Magnæ Britanniæ &c. Bredæ conclusus anno MDCLXVII., Dánia - Anglia
- 1679. Tractatus Pacis Inter Serenissimum ac Potentissimum Principem Leopoldum, Romanorum Imperatorem, & Serenissimum ac Potentissimum Principem, Carolum, Sueciae Regem, &c, Német-római Birodalom-Svédország
- 1684. Tractatus Pacis et Confoederationis, Németalföld-Svédország
- 1684. Tractatus armistitii viginti annorum, conclusus Ratisbonæ die 15 augusti anno 1684. Inter cæsaream & christianissimam majestatem, Német-római Birodalom - Franciaország
- 1686. Tractatus Pacis, Bonæ Correspondentiæ, Et Neutralitatis in America, Anglia-Franciaország
- 1697. Tractatus pacis vigesimo die septembris anni millesimi sexcentesimi nonagesimi septimi, Anglia-Franciaország
- 1713. Tractatus duo, primus Pacis et Amicitiae, alter vero Navigationis & Commerciorum, Anglia-Franciaország
- 1714. Tractatus Pacis & Amicitiæ Inter ... Annam ... & Philippum V, Nagy-Britannia-Spanyolország
- 1725. Tractatus Pacis Caesaream Regiam Catholicam Majestatem, Carolum VI. Inter & Regiam Hispaniarum ... Majestatem Philippum V., Német-római Birodalom-Spanyolország
- 1727. Tractatus Kyakhtae - Csing-dinasztia és Orosz Birodalom
- 1738. Tractatus Pacis Cæsarem Et Imperium Inter Et Regem Christianissimum, Német-római Birodalom-Franciaország

### Egyéb művek

#### Reneszánsz latin

##### 14. század
- 1359. Epistolæ familiares, Petrarca (1304–1374)
- 1360. Genealogia deorum gentilium, Giovanni Boccaccio (1313–1375)

##### 15. század
- 1409. Flos Duellatorum, Fiore dei Liberi
- 1425. Hermaphroditus, Antonio Beccadelli (1394–1471)
- 1441. De elegantiis Latinæ linguæ, Lorenzo Valla (1406–1457)
- 1442. Historia Florentini populi, Leonardo Bruni (c. 1370–1444)
- 1444. Historia de duobus amantibus,  Æneas Sylvius Piccolomini, II. Piusz pápa (1405–1464)
- 1452. De re ædificatoria,  Leone Battista Alberti (1404–1472)
- 1471. Contra amores, Bartolomeo Platina (1421–1481)
- 1479. De inventione dialectica, Rodolphus Agricola (1444–1485)
- 1481. Introductiones Latinæ, Antonio de Nebrija (1441–1522)
- 1486. De hominis dignitate, Giovanni Pico della Mirandola (1463–1494)
- 1491. Nutricia, Poliziano (1454–1494)
- 1492. Plotini libri LIIII in enneades sex distributi
- 1503. Rerum Ungaricarum decades, Antonio Bonfini

#### Reneszánsz utáni neolatin irodalom (16.-19. század)
- 1503. Mundus Novus,  Amerigo Vespucci
- 1511–1516. De Orbe Novo Decades, Peter Martyr d'Anghiera.
- 1514. De Asse et Partibus, Guillaume Budé.
- 1524. De motu Hispaniæ, Juan Maldonado.
- 1524. De libero arbitrio diatribe seu collatio, Rotterdami Erasmus
- 1525. De servo arbitrio, Luther Márton
- 1525. De subventione pauperum sive de humanis necessitatibus libri duo, Juan Luis Vives.
- 1529. De pueris statim ac liberaliter instituendis, Rotterdami Erasmus
- 1530. Syphilis, sive, De Morbo Gallico, Girolamo Fracastoro
- 1531. De disciplinis libri XX, Juan Luis Vives.
- 1536. Institutio Christianae religionis, Kálvin János
- 1552. Colloquium de aulica et privata vivendi ratione,  Luisa Sigea de Velasco.
- 1554. De naturæ philosophia seu de Platonis et Aristotelis consensione libri quinque, Sebastián Fox Morcillo.
- 1554. Ad exercitia linguae Latinae dialogi, Francisco Cervantes de Salazar
- 1555. Historia de gentibus septentrionalibus, Olaus Magnus
- 1568. Hungaria et Athila, Oláh Miklós
- 1582. Rerum Scoticarum Historia, George Buchanan ()
- 1584. De constantia in malis publicis, Justus Lipsius
- 1587. Minerva sive de causis linguæ Latinæ, Francisco Sánchez de las Brozas.
- 1588. Expeditio Francisci Draki equitis Angli in Indias Occidentales anno MDLXXXV, Walterus Brygges
- 1589. De natura Novi Orbis libri duo et de promulgatione euangelii apud barbaros sive de procuranda Indorum salute, José de Acosta.
- 1597. Disputationes metaphysicæ, Francisco Suárez.
- 1599. De rege et regis institutione, Juan de Mariana.
- 1604–1608. Historia sui temporis, Jacobus Augustus Thuanus.
- 1611. Confutatio Alcorani, Szántó István
- 1612. De legibus, Francisco Suárez.
- 1615. De Christiana expeditione apud Sinas,  Matteo Ricci és Nicolas Trigault.
- 1615. Diatribe theologica de visibili Christi in terris ecclesia, Pázmány Péter
- 1620. Machiavellizatio, Alvinczi Péter
- 1625. De jure belli ac pacis, Hugo Grotius.
- 1639. Regni Chinensis descriptio, Nicolas Trigault
- 1641. Meditationes de prima philosophia, René Descartes.
- 1642–1658. Elementa Philosophica, Thomas Hobbes.
- 1649. Descriptio Regni Iaponiae, Bernhardus Varenius
- 1652–1654. Œdipus Ægyptiacus, Athanasius Kircher.
- 1654. De bello Tartarico historia, Martino Martini
- 1655. Novus Atlas Sinensis, Martino Martini.
- 1656. Flora Sinensis , Michael Boym.
- 1657. Orbis Sensualium Pictus Comenius. (Hoole parallel Latin/English translation, 1777; Online version in Latin)
- 1657. Didactica Magna, Comenius
- 1658. Sinicae Historiae Decas, Martino Martini
- 1670. Tractatus Theologico-Politicus, Baruch Spinoza.
- 1677. Ethica, ordine geometrico demonstrata, Baruch Spinoza.
- 1684. Meditationes de cognitione, veritate et ideis, Gottfried Wilhelm Leibniz
- 1685. Regni Hungarici historia, Istvánffy Miklós
- 1687. Confucius Sinarum philosophus sive scientia Sinensis, Phillipe Couplet
- 1694. De primæ philosophiæ emendatione et de notione substantiæ, Gottfried Wilhelm Leibniz
- 1705-1710 Mercurius Hungaricus, Esterházy Antal – II. Rákóczi Ferenc
- 1717. Dissertatio Philosophico-Rationalis De Spatio Vacvo Ideam Lockii Examinans, Jakob Wilhelm Feuerlein, Johann Reinbath
- 1716. 'Confessio peccatoris, II. Rákóczi Ferenc
- 1725. Gradus ad Parnassum, Johann Joseph Fux.
- 1761. Annales veteres Hunnorum, Avarum, et Hungarorum., Pray György
- 1780. De rebus gestis Caroli V Imperatoris et Regis Hispaniæ és De rebus Hispanorum gestis ad Novum Orbem Mexicumque, Juan Ginés de Sepúlveda.
- 1790. Ephemerides Budenses, Tertina Mihály
- 1791. Antiquitatum et historiae Sabariensis, Schönvisner István
- 1806.  De conditione et indole rusticorum in Hungaria, Berzeviczy Gergely
- 1819-1821. Anatome Testudinis Europaeae, Ludwig Heinrich Bojanus
- 1821. Quaedam de acupunctura Orientalium ex oblivionis tenebris ab Europaeis medicis nuper revocata., Gustav Eduard Woost
- 1826. Grammatica Anglica, Jean Baptiste Lemouton
- 1838. De valoris natura, Johann Jacob Gorlof
- 1850. De Spatio quid sit, Jean Claude Léon Lescoeur
- 1891. De primis socialismi germanici lineamentis apud Lutherum, Kant, Fichte et Hegel, Jean Jaurès
- 1893-1895. Relationum Hungarorum cum Oriente gentibusque orientalis originis historia antiquissima, Kuun Géza

#### Egyházi filozófiai és teológiai irodalom
- 1901. Elementa philosophiae aristotelico-thomisticae, Joseph Gredt
- 1911. De veritate fundamentali philosophiae Christianae, Norbert del Prado
- 1912. Criteriologia vel critica cognitionis certae, René Jeannière
- 1926. De Revelatione per Ecclesiam Catholicam proposita, Réginald Garrigou-Lagrange
- 1927. Inquisitiones criticae in theoriam atomicam physico-chimicam eiusque valorem pro philosophia naturali: I. De legibus stoechiometricis generalibus, Petrus Hoenen
- 1928. In quibus deficiant scientistarum methodus et doctrina, Petrus Hoenen
- 1937. De forma Leibniziana argumenti ontologici, Carolus Boyer
- 1939. Logica formalis, Joseph Fröbes
- 1947. Legis-ne Toram? Grammatica practica linguae Hebraicae, D. B. Ubach
- 1954. De noëtica geometriae origine theoriae cognitionis, Petrus Hoenen
- 1955. Praelectiones biblicae. Propaedeutica biblica sive introductio in universam scripturam., Simon Prado
- 1956. Quaestiones scientificae cum philosophia coniunctae. De physica quantica., Filippo Soccorsi
- 1970. De analogia, Jacobus M. Ramírez

## Fordítás
- Ez a szócikk részben vagy egészben a New Latin című angol Wikipédia-szócikk fordításán alapul.  Az eredeti cikk szerkesztőit annak laptörténete sorolja fel. Ez a jelzés csupán a megfogalmazás eredetét és a szerzői jogokat jelzi, nem szolgál a cikkben szereplő információk forrásmegjelöléseként.

## További irodalom
- Black, Robert. 2007. Humanism and Education in Medieval and Renaissance Italy. Cambridge, UK: Cambridge Univ. Press.
- Bloemendal, Jan, and Howard B. Norland, eds. 2013. Neo-Latin Drama and Theatre in Early Modern Europe. Leiden, The Netherlands: Brill.
- Burnett, Charles, and Nicholas Mann, eds. 2005. Britannia Latina: Latin in the Culture of Great Britain from the Middle Ages to the Twentieth Century. Warburg Institute Colloquia 8. London: Warburg Institute.
- Butterfield, David. 2011. "Neo-Latin". In A Blackwell Companion to the Latin Language. Edited by James Clackson, 303–18. Chichester, UK: Wiley-Blackwell.
- Churchill, Laurie J., Phyllis R. Brown, and Jane E. Jeffrey, eds. 2002. Women Writing in Latin: From Roman Antiquity to Early Modern Europe. Vol. 3, Early Modern Women Writing Latin. New York: Routledge.
- Coroleu, Alejandro. 2010. "Printing and Reading Italian Neo-Latin Bucolic Poetry in Early Modern Europe". Grazer Beitrage 27: 53–69.
- de Beer, Susanna, K. A. E. Enenkel, and David Rijser. 2009. The Neo-Latin Epigram: A Learned and Witty Genre. Supplementa Lovaniensia 25. Leuven, Belgium: Leuven Univ. Press.
- De Smet, Ingrid A. R. 1999. "Not for Classicists? The State of Neo-Latin Studies". Journal of Roman Studies 89: 205–9.
- Ford, Philip. 2000. "Twenty-Five Years of Neo-Latin Studies". Neulateinisches Jahrbuch 2: 293–301.
- Ford, Philip, Jan Bloemendal, and Charles Fantazzi, eds. 2014. Brill’s Encyclopaedia of the Neo-Latin World. Two vols. Leiden, The Netherlands: Brill.
- Godman, Peter, and Oswyn Murray, eds. 1990. Latin Poetry and the Classical Tradition: Essays in Medieval and Renaissance Literature. Oxford: Clarendon.
- Haskell, Yasmin, and Juanita Feros Ruys, eds. 2010. Latin and Alterity in the Early Modern Period. Arizona Studies in the Middle Ages and Renaissance 30. Tempe: Arizona Univ. Press
- Helander, Hans. 2001. "Neo-Latin Studies: Significance and Prospects". Symbolae Osloenses 76.1: 5–102.
- IJsewijn, Jozef with Dirk Sacré. Companion to Neo-Latin Studies. Two vols. Leuven University Press, 1990–1998.
- Knight, Sarah, and Stefan Tilg, eds. 2015. The Oxford Handbook of Neo-Latin. New York: Oxford University Press.
- Miller, John F. 2003. "Ovid's Fasti and the Neo-Latin Christian Calendar Poem". International Journal of Classical Tradition 10.2:173–186.
- Moul, Victoria. 2017. A Guide to Neo-Latin Literature. New York: Cambridge University Press.
- Tournoy, Gilbert, and Terence O. Tunberg. 1996. "On the Margins of Latinity? Neo-Latin and the Vernacular Languages". Humanistica Lovaniensia 45:134–175.
- van Hal, Toon. 2007. "Towards Meta-neo-Latin Studies? Impetus to Debate on the Field of Neo-Latin Studies and its Methodology". Humanistica Lovaniensia 56:349–365.
- Waquet, Françoise, Latin, or the Empire of a Sign: From the Sixteenth to the Twentieth Centuries (Verso, 2003) ISBN 1-85984-402-2; translated from the French by John Howe.